# André Rieu
André Léon Marie Nicolas Rieu (født 1. oktober 1949 i Maastricht) er en nederlandsk violinist, dirigent og komponist. Han er grundlægger og medlem i det velkendte orkester Johann Strauss Orchestra.
André Rieu voksede op i en musikalsk familie af fransk oprindelse. Allerede i femårsalderen begyndte han at spille violin og viste tidligt sin fascination for orkester. Han valgte at studere violin i den belgiske by Liège, for senere at afslutte sine studier ved musikakademiet Conservatorium Maastricht. I perioden 1974 til 1977 studerede han på Koninklijk Conservatorium i Bruxelles hos André Gertler.
År 1987 oprettede Rieu Johann Strauss Orchestra og sit eget produktionsforlag.

## Privat
Han giftede sig med Marjorie Kochmann i 1975.
Parret har to sønner.